# Nakayaya
Nakayaya ist ein Verwaltungsbezirk (Ward) des Distrikts Tunduru in der tansanischen Region Ruvuma.

## Geografie
Nakayaya liegt im Süden von Tansania. Es ist der nordwestliche Teil der Distrikthauptstadt Tunduru. Der Bezirk grenzt im Norden und im Osten an Masonya, im Südosten an Mlingoti Mashariki, im Süden an Majengo und im Westen an Kidodoma und Nandembo. Bei der Volkszählung 2022 lebten 11.960 Menschen in 3377 Haushalten auf einer Fläche von 33,5 Quadratkilometern.

## Gliederung
Der Bezirk besteht aus vier Gemeinden (Mtaa) mit 20 Orten (Kitongoji):
| Nakayaya - Mbagala - Kisiwani - Kikanda - Nakayaya - Mashujaa | Tanesco - Tanesco - Mshikamano - Upendo - Amani Fleshi - Mapinduzi | Biasi - Mtoni - Biasi Kiwandani - Moja - Shuleni - Magengeni | Kangomba - Shuleni - Kangomba - Nakanyanga - Buriani - Kalanje |